# Sint-Eligiuskerk (Maarke)

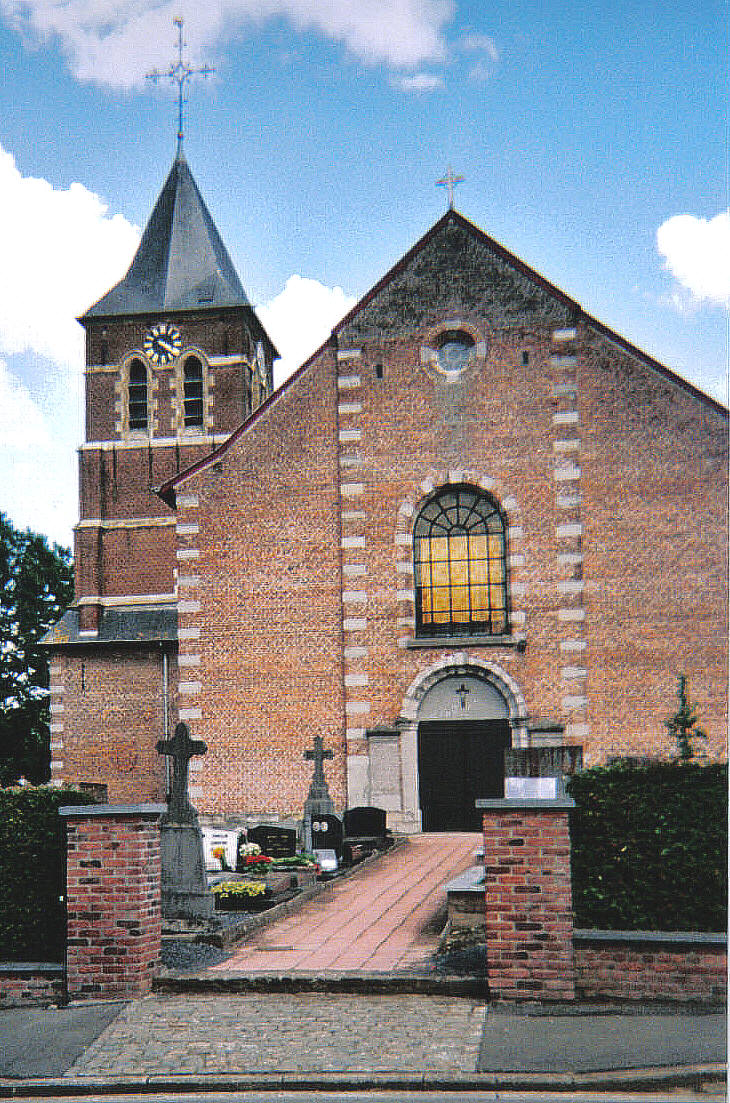
Sint-Eligiuskerk

De Sint-Eligiuskerk is de parochiekerk van de tot de Oost-Vlaamse gemeente Maarkedal behorende plaats Maarke, gelegen aan de Maarkeweg.

## Geschiedenis
In 1129 kwam het patronaatsrecht van de kerk aan de Abdij van Liessies. Men neemt aan dat er een natuurstenen zaalkerkje bestond waarin mogelijk in 1510-1525 een laatgotische vieringtoren werd gebouwd. Deze toren bleef behouden toen de kerk in 1777 door een classicistisch bouwwerk werd vervangen. Sindsdien is het aantal wijzigingen beperkt gebleven.

## Gebouw
Het betreft een georiënteerde bakstenen zaalkerk in classicistische stijl. Het smaller koor heeft een driezijdige afsluiting. De tegen de noordgevel gesitueerde laatgotische toren heeft in de onderbouw nog enkele muurresten die wellicht romaans zijn. Deze tonen muurresten van uit Doornikse steen en ijzerzandsteen bestaande breuksteen.
De kerk wordt omgeven door een kerkhof.

## Interieur
De aankleding van het kerkinterieur is overwegend classicistisch. Het omvat een lambrisering met ingebouwde biechtstoelen en een communiebank van 1776. De preekstoel heeft een kuip van 1680, uitgevoerd in barokstijl en mogelijk afkomstig van de Abdij van Maagdendale te Oudenaarde.
Het orgel is uit het eerste kwart van de 18e eeuw en werd vermoedelijk vervaardigd door Louis I Delhaye. Dit orgel werd in 1806 aangekocht en stond voordien in Geraardsbergen. Het natuurstenen doopvont is van 1673.